# Bratin Dol
Bratin Dol (macedónul: Братин Дол) település Észak-Macedóniában, a Pelagonijai körzet Bitolai járásában.

## Népesség
| Lakosok száma | 281  | 308  | 280  | 259  | 304  | 211  | 176  | 185  | 168  |
|               | 1948 | 1953 | 1961 | 1971 | 1981 | 1991 | 1994 | 2002 | 2021 |

2002-ben 205 lakosa volt, akik közül 166 macedón, 33 albán, 3 vlah és 3 egyéb nemzetiségű.